# Iwan Wasow

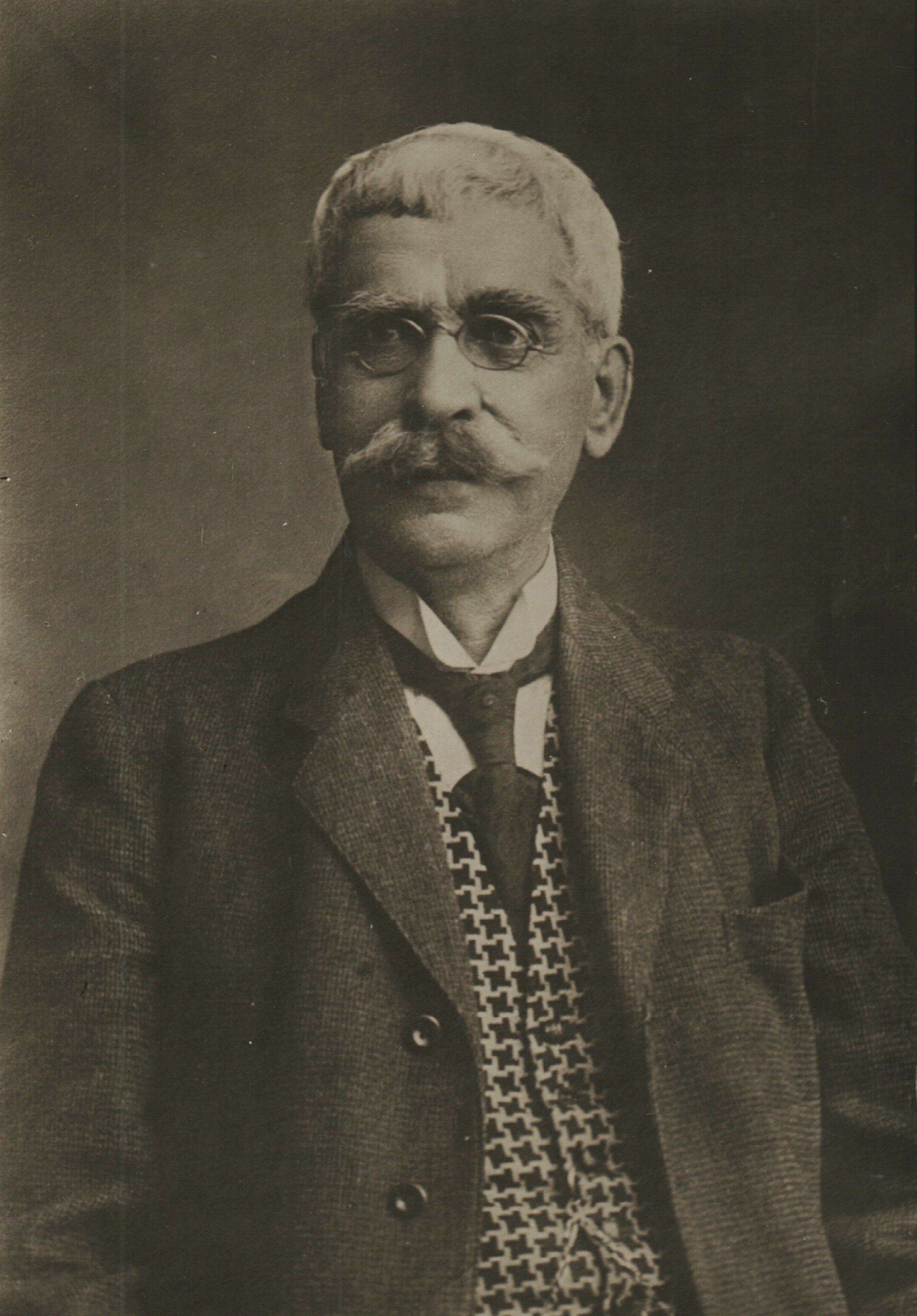
Iwan Wasow

Iwan Mintschew Wasow (bulgarisch Иван Минчев Вазов, wiss. Transliteration Ivan Minčev Vazov; * 9. Juli 1850 in Sopot; † 22. September 1921 in Sofia) war ein bulgarischer Historiker, Dichter, Schriftsteller, Politiker und einer der Aktivisten der Bulgarischen Nationalen Wiedergeburt. Zwischen 1897 und 1899 war er Bildungsminister in der Regierung der konservativen Volkspartei. Er wird heute in Bulgarien als der „Patriarch der bulgarischen Literatur“ angesehen. Das bulgarische Nationaltheater in Sofia trägt seinen Namen.

## Leben

### Kindheit

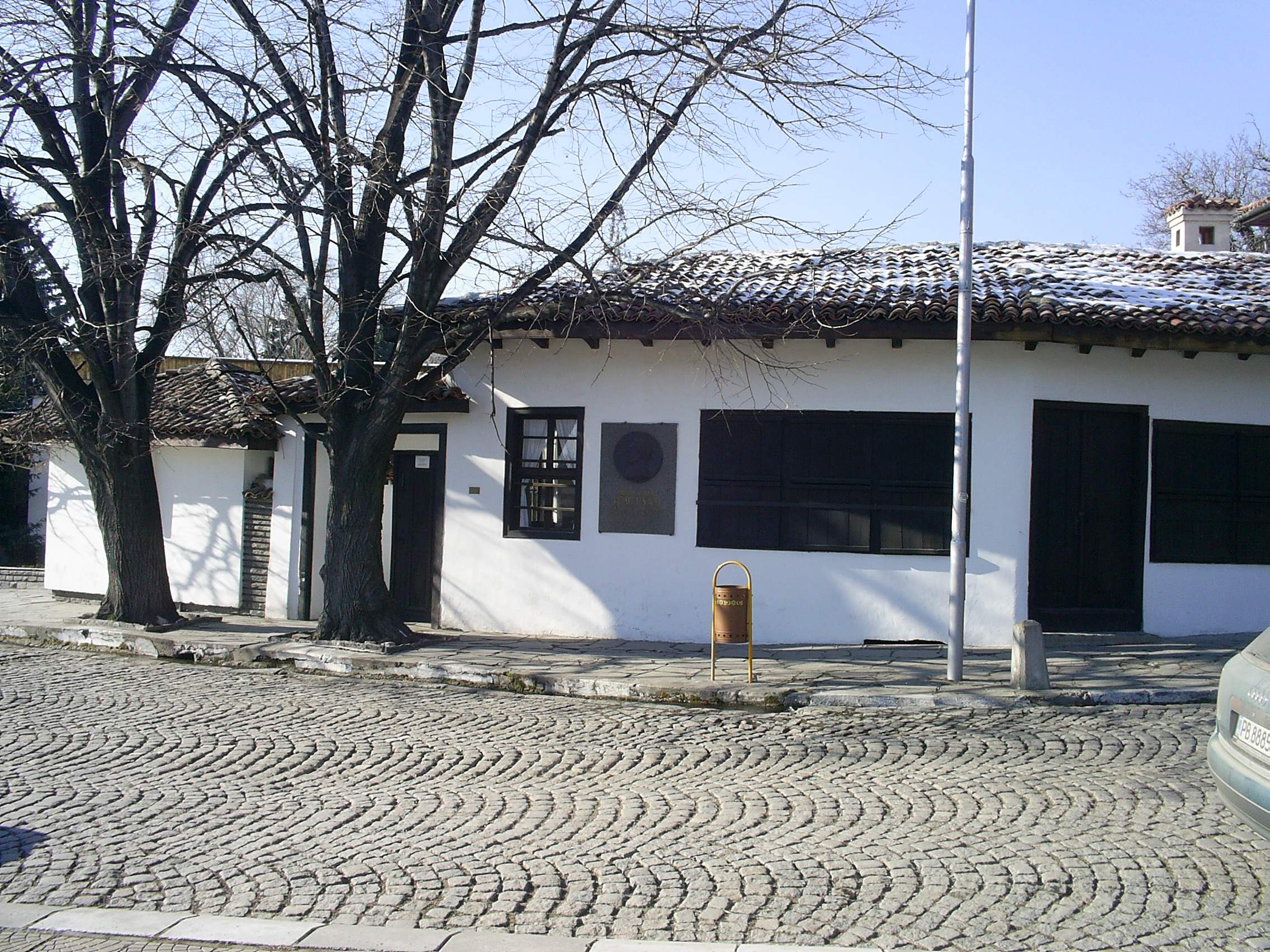
Geburtshaus Wasows

Iwan Mintschew Wasow wurde in Sopot in der Familie des Kaufmanns Mintscho Wasow und Saba Wasowa geboren. Zu seiner traditionsbewussten Familie zählten seine Brüder, die bulgarischen Revolutionäre und späteren Generäle Georgi Wasow und Wladimir Wasow, sowie der Politiker Boris Wasow. Laut Boris stammt die Familie Wasow aus dem Dorf Janoweni im heutigen griechischen Regionalbezirk Kastoria, aus dem sie während der Herrschaft von Ali Pascha von Janina floh.
Iwan Wasow beendete die bulgarische Klosterschule und eine weiterführende Schule in Sopot. Dort kam er recht früh mit der bulgarischen und ausländischen Literatur in Berührung. Eine tragende Rolle dabei spielte sein in Russland ausgebildeter Lehrer Partenij Beltschew, der Wasow als Erster die russische Poesie und bulgarische revolutionäre Werke nahebrachte. Ab 1865 lernte Wasow Griechisch in der Schule von Kalofer bei dem Lehrer Botjo Petkow (Vater des bulgarischen Dichters und Freiheitskämpfers Christo Botew). In der Schule wurde Iwan wenig später Stellvertreter und Hilfslehrer Botews. Auch hier fand Wasow eine reiche Bibliothek vor, voll mit französischen und russischen Werken, die für seine spätere literarische Entwicklung prägend wurden.
Im Jahr 1866 wurde der junge Wasow von seinem Vater nach Plowdiw geschickt, wo er sich in der 4. Klasse der bulgarischen Klassenschule einschrieb. Eigentlich wollte der Vater, dass Wasow sein Griechisch verbessern und Türkisch erlernen sollte; stattdessen lernte dieser jedoch Französisch und studierte die Poesie der französischen Dichter Pierre-Jean de Béranger, Victor Hugo und Alphonse de Lamartine. Zwei Jahre später wurde er von seinem Vater nach Sopot zurück berufen, um die Geschäfte zu übernehmen. Der Junge Iwan zeigte aber wenig Interesse daran und füllte schnell die Geschäftshefte mit Reimen und Versen statt mit Zahlen aus. Dabei wurde er von seiner Mutter Saba unterstützt. Ein Teil dieser Gedichte wurden im Jahr 1880 unter dem Namen „Majska Kitka“ (bulg. Майска китка) veröffentlicht.

### Flucht nach Rumänien
Um den kaufmännischen Beruf besser zu erlernen, wurde Iwan 1870 von seinem Vater als Lehrling und für ein Wirtschaftsstudium zu seinem Onkel, einem Kaufmann in Oltenița (Rumänien), geschickt. Doch auch dort galt sein Interesse nicht der Wirtschaft. Er lernte Rumänisch, studierte die rumänische Literatur und befasste sich mit den Revolutionsideen von Mihail Kogălniceanu, Vasile Alecsandri, Nicolae Bălcescu und anderen. Sein verstärktes Interesse für das Schreiben zog ihn nach Brăila, wo er sich noch im selben Jahr der großen bulgarischen Exilgemeinschaft anschloss. In Brăila angekommen, wohnte er einige Zeit im Gasthof von Nikola aus Strandscha, einem der Treffpunkte der bulgarische Freiheitsaktivisten. Dort traf er Christo Botew, der mit seinen revolutionären und freiheitskämpferischen Ideen Wasow maßgeblich beeinflusste. Wasow nahm an den Treffen der Inneren Revolutionären Organisation und des Bulgarischen Revolutionäres Zentralkomitees (BRZK) in Brăila und Galați teil. Das harte Leben der Emigranten und die Treffen der patriotischen Gesellschaften beeinflussten den jungen Dichter und hinterließen tiefe Spuren in seinen literarischen Werken. Einige seiner späteren Werke, Freiheitskämpfer (bulg. Хъшове; Haschowe), oder die Novelle „Unbeliebt und Heimatlos“ (bulg. Немили-недраги; Nemili-Nedragi), befassen sich mit ebendiesem Abschnitt seines Lebens. In diesem Zusammenhang entstand auch sein erstes publiziertes Werk, das Gedicht „Borba“ (bulg. Борба, ‚Kampf‘), das in der Exilzeitschrift „Periodische Zeitschrift der Bulgarischen Literarischen Gemeinschaft in Brăila“ (bulg. Периодическо списание на Браилското книжовно дружество) 1870 publiziert wurde. Weitere patriotische Gedichte schrieb er für die Zeitungen Vaterland (bulg. Отечество), Freiheit (bulg. Свобода), für die Zeitschrift Tschitalischte (bulg. Читалище) und andere.
Im Zeitraum von 1872 bis 1873 kehrte Iwan Wasow in das weiterhin von den Osmanen besetzte Bulgarien zurück und arbeitete als Lehrer in Mustafa Pascha (heute Swilengrad). In den Jahren danach war er als Übersetzer beim Bau der Eisenbahnlinie Sofia–Kjustendil beschäftigt, lernte Deutsch und bekam Einblicke in die Lebensweise der einfachen bulgarischen Bauern, vor allem das der Schopen. 1875 kehrte er in seine Heimatstadt zurück und schloss sich dem im selben Jahr gegründeten Sopoter Revolutionären Komitee an, welches Teil der Inneren Revolutionären Organisation war und gegen die türkische Herrschaft kämpfte.

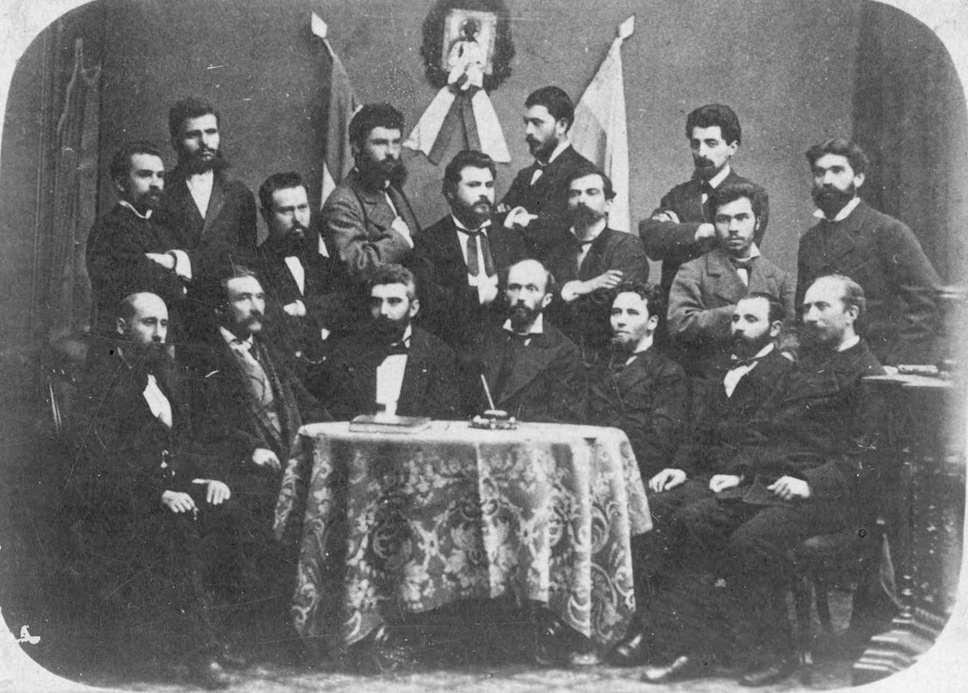
Wasow bei der Hauptversammlung der Zentralen Bulgarischen Wohltätigkeitsgesellschaft im November 1876 (hintere Reihe, ganz rechts)

Nach der blutigen Niederschlagung des Stara-Sagora-Aufstandes von 1875 geriet Wasow in Gefahr. Er emigrierte illegal in das ihm vertraute Rumänien und ließ sich in Bukarest nieder. Dort schloss er sich der Zentralen Bulgarischen Wohltätigkeitsgesellschaft (bulg. Българско централно благотворително общество) an und wurde deren Sekretär. In Bukarest schrieb und veröffentlichte er unter erschwerten Bedingungen und in Gefahr, von den rumänischen Behörden verhaftet und an die Türken ausgeliefert zu werden, unter dem Pseudonym Pejtschin die Gedichtsammlungen Prjaporez i Gusla (bulg. Пряпорец и гусла) und Die Trauer Bulgariens (bulg. Тъгите на България; Tagite na Balgarija).
Während des Russisch-Osmanischen Krieges von 1877 bis 1878 war Wasow als Schreiber beim russischen Vizekonsul Najden Gerow in Swischtow und Ruse beschäftigt. In dieser Zeit verfasste er die Gedichtsammlung Erlösung (bulg. Избавление), als Aufruf für die noch unter fremder Herrschaft lebende bulgarische Bevölkerung. Von März 1879 bis September 1880 war er Vorsitzender des Landgerichts in Berkowiza, obwohl er keine juristische Ausbildung hatte. Seine richterlichen Erfahrungen gaben ihm die Motive für sein Poem Gramada. Aus dem Leben der Schopen (bulg. Грамада).

### Plowdiw
Am 5. Oktober 1880 ließ sich Wasow in Plowdiw, der Hauptstadt Ostrumeliens nieder. Hier nahm Wasow als Mitglied der prorussischen Volkspartei aktiv am politischen Alltag der unter türkischer Herrschaft stehenden bulgarischen Sonderprovinz teil. Er wurde als Abgeordneter in das Provinzparlament (bulg. Областното събрание) gewählt und Redakteur der parteinahen Zeitungen Mariza (bulg. „Марица“), Volksstimme (bulg. „Народний глас“) und Vereinigung (bulg. „Съединение“). Als dann 1881 Alexander I. im Königreich Bulgarien durch eine Proklamation außerordentliche Regierungsvollmachten und die Absetzung der „Verfassung von Tarnowo“ forderte und erreichte, wurde Wasow einer seiner stärksten Kritiker.
Anfang 1881 wurde Wasow Vorsitzender der Literarischen und Wissenschaftsgemeinschaft Plowdiw (bulg. Пловдивското научно книжовно дружество) und Redakteur der von ihr herausgegebenen Zeitschrift Wissenschaft (bulg. „Наука“), der ersten bulgarischen Wissenschaftszeitschrift nach der Unabhängigkeit Bulgariens. Im selben Jahr wird er Mitglied der Bulgarischen Akademie der Wissenschaften. 1885 gründete Wasow, gemeinsam mit dem Schriftsteller Konstantin Welitschkow, die erste reine Literaturzeitschrift Bulgariens, die Zeitschrift Sora (bulg. „Зора“; 'Morgenröte'). Beide waren auch Herausgeber der zweiteiligen Bulgarischen Chrestomathie (bulg. „Българска христоматия“) mit Werken von mehr als 100 Werken bulgarischer und ausländischer Autoren. Die von seiner Volkspartei abgelehnte Vereinigung von Ostrumelien mit dem Königreich Bulgarien erlebte er in Plowdiw. Als Bulgarien den darauf folgenden Serbisch-Bulgarischen Krieg gewann und die internationale Gemeinschaft die Vereinigung Bulgariens mit Ostrumeliens anerkannte, geriet die Volkspartei ins politische Abseits.
Während seiner Zeit in Plowdiw schrieb Wasow einige seiner Klassiker wie Epopöe der Vergessenen (bulg. Епопея на забравените), die Gedichte Die Bulgarische Sprache (bulg. „Българският език“), Auf zur Freiheit (bulg. „Към свободата“), die Gedichtsammlung Sliwnitza (bulg. „Сливница“), die Novellen Unbeliebt und Heimatlos (bulg. Немили-недраги; Nemili-Nedragi) und Die Onkel (bulg. „Чичовци“), die Erzählung Kommt es? (bulg. „Иде ли?“) u. a. Einige dieser Werke bilden die Grundlage der neuen bulgarischen Literatur in vielen Genres.

### Russische Periode
Als eine Gruppe prorussischer Offiziere am 9. August 1886 den bulgarischen Zaren Alexander I. in einem Putsch absetzte und darauf ein Gegenputsch von Stefan Stambolow zur Wiederherstellung der Macht des Zaren erfolgte, flüchtete Wasow vor den Repressionen der antirussischen Interimsregierung Stambolows gegen die prorussischen Kräfte im Sommer 1886 über Konstantinopel in das damals zu Russland gehörige Odessa. Während seines Aufenthaltes in Odessa (1886–1889) schrieb Wasow sein Werk „Unter dem Joch“ (bulg. Под игото).

### Sofioter Periode
1889 kehrte Wasow nach Bulgarien zurück und ließ sich in Sofia nieder. 1890 gründete er die Zeitschrift Denniza (bulg. „Денница“). In dieser Zeit schrieb er einen Großteil seiner kritisch-realistischen Erzählungen, die er in zwei Bänden unter dem Titel Kratzer und Striche (bulg. „Драски и шарки“) zusammenfasste. Im Jahre 1895 während der Feiern zum 25-jährigen Jubiläum seiner literarischen Tätigkeit veröffentlichte er seinen Roman Neues Land (bulg. Нова земя). Gekränkt von der breiten negativen Kritik über diesen Roman legte er das Schreiben für einige Jahre nieder. In diesem Zusammenhang wird auch seine erneute politische Aktivität erklärt.

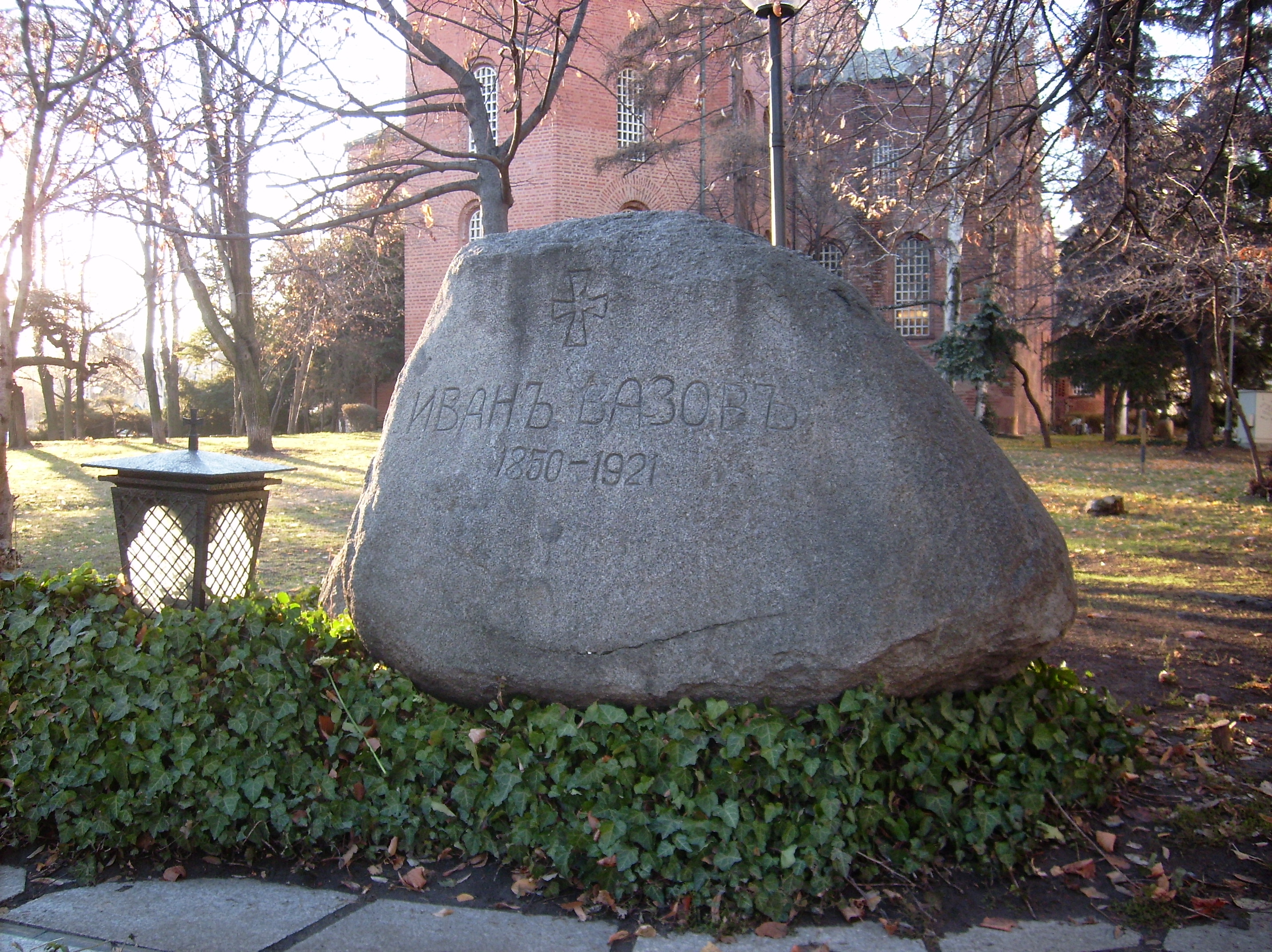
Wasows Grab in Sofia

Als nach der Vereinigung Bulgariens die Volkspartei Ostrumeliens an Bedeutung verlor und komplett in der 1894 gegründeten konservativen Volkspartei des Königreichs Bulgarien aufging, schlossen sich viele der alten Aktivisten der neuen Partei an, unter anderen auch Wasow und Konstantin Stoilow. Als Stoilow zum zweiten Mal (1897) das Amt des Ministerpräsidenten innehatte, wurde Iwan Wasow zum Bildungsminister ernannt. Während der Balkankriege schrieb er eins seiner berühmtesten Gedichte; Ich bin ein Bulgare (bulg. „Аз съм българче“). Später wurde Wasow zu einem Führer der Gruppe, die den Eintritt Bulgariens an der Seite Deutschlands im Ersten Weltkrieg zunächst ablehnte. Im Verlauf des Krieges würdigte Wasow allerdings die bulgarischen Soldaten in Gedichten wie Lieder für Makedonien (bulg. Песни за Македония), Er wird nicht sterben (bulg. Не ще загине) oder Was singt das Gebirge (bulg. Какво пее планината). Iwan Wasow starb am 21. September 1921 an einem Blutsturz.
Ihm zu Ehren sind der Vazov Point und mittelbar der Vazov Rock auf der Livingston-Insel in der Antarktis und die Vazov-Straße in Bratislava benannt.

## Literarische Tätigkeit
In seiner literarischen Tätigkeit befasst sich Wasow mit allen literarischen Gattungen, wie z. B. der Poesie, der Dramaturgie, der Erzählung, dem Roman, der Belletristik, der Prosa usw. Über seine Literarische Tätigkeit schrieb Wasow in seiner Autobiographie:
„[…] der schöpferische Dämon flüsterte mir dauerhaft: „Arbeite!“ Und ich habe gearbeitet und schüttete den Inhalt meiner Seele wie in einem Lied aus. Ich gab mein bestes, alles was ich meinem Vaterland geben konnte. Es war wenig, aber soviel hatte ich.“.
Häufige Pseudonyme die Wasow benutzte waren: Pejtschin, Dobrinow, Z-w, D. N-row, T. Gaborowski, Bojanez, Beltschin, N-tschew und andere. Seine Werke wurden in mehr als 50 Sprachen übersetzt.

## Ehrungen
In seinem ehemaligen Wohnhaus in Berkowiza befindet sich ein Iwan-Wasow-Museum (Lage). 
Auf dem Gipfel des Berges Kom befindet sich ein Denkmal für Iwan Wasow (Lage).

## Werke

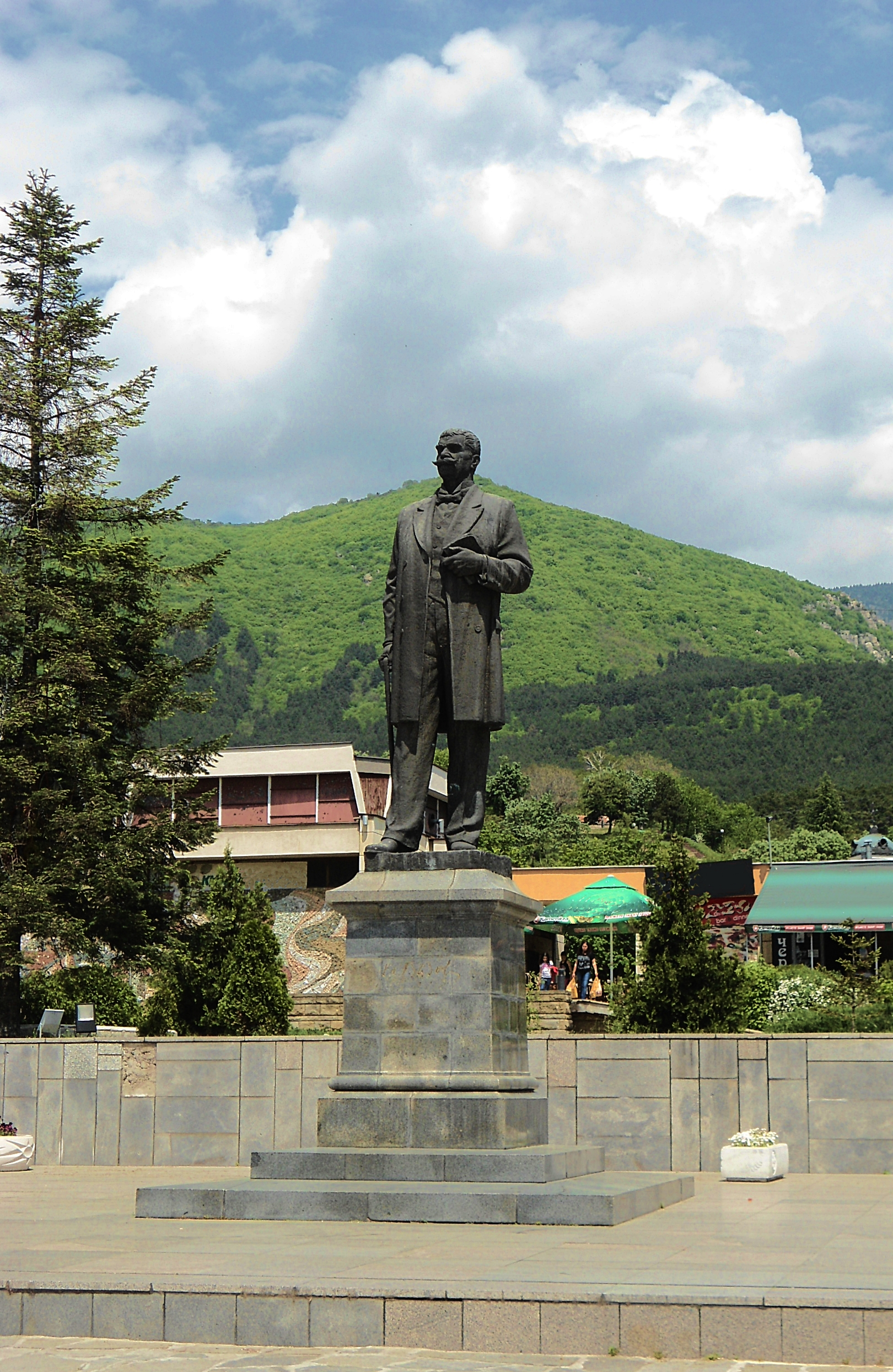
Iwan-Wasow-Denkmal in Sopot

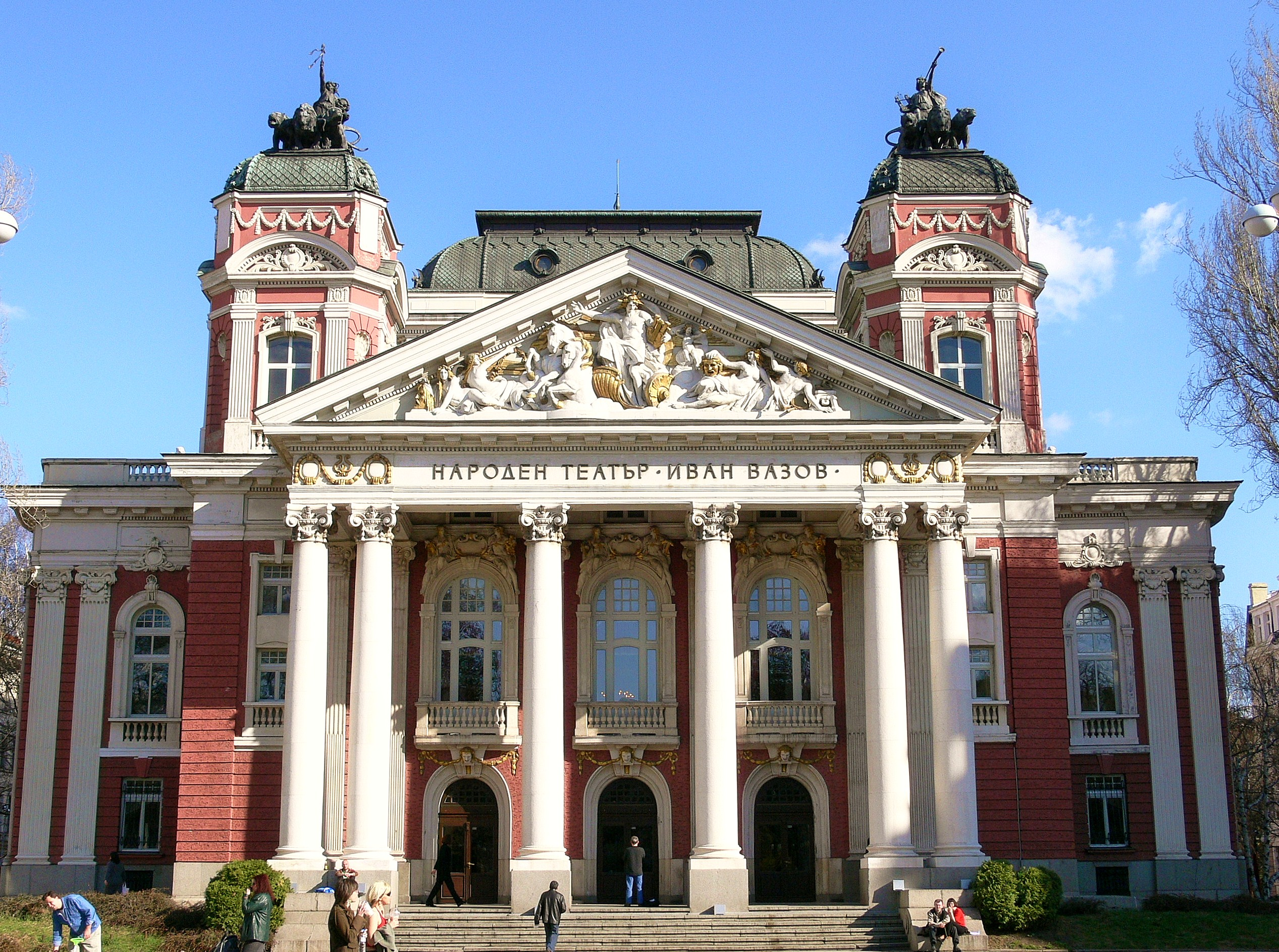
Das Nationaltheater „Iwan Wasow“ in Sofia

### Ausgewählte Poeme
- 1870 „Borba“ (bulg. Борба ‚Kampf‘)
- 1872 Die Kiefer (bulg. Борът)
- 1881 Gramada. Poem aus dem Leben der Schopen (bulg. Грамада)
- Sagorka (bulg. Загорка)
- Meine Nachbarin Gmitra (bulg. Моята съседка Гмитра)
- Zihra (bulg. Зихра)
- Im Königreich der Waldfeen (bulg. В царството на самодивите)
- 1884/85 Das Niesen des Saluts (bulg. Кихавицата на салюста)
- Die Rose von Sinai (bulg. Синайска роза)

### Gedichtbände
- 1876 Banner und Gusle (bulg. Пряпорец и гусла) veröffentlicht unter dem Pseudonym Pejtschin
- 1877 Die Trauer Bulgariens (bulg. Тъгите на България)
- 1878 Erlösung (bulg. Избавление)
- 1880 Maienstrauss (bulg. Майска китка)
- 1881 - 1883 Epopöe der Vergessenen (bulg. Епопея на забравените; Epopeja na sabrawenite), dieses Werk enthält die folgenden 12 Poeme:
  - Lewski (bulg. Левски)
  - Benkowski (bulg. Бенковски)
  - Kotscho (bulg. Кочо)
  - Brüder Schekowi (bulg. Братя Жекови)
  - Kableschkow (bulg. Каблешков)
  - Paisii (bulg. Паисий)
  - Brüder Miladinow (bulg. Братя Миладинови)
  - Rakowski (bulg. Раковски)
  - Der Karadscha (bulg. Кададжата)
  - 1876
  - Wolow (bulg. Волов)
  - Die Landwehrsoldaten auf Schipka (bulg. Опълченците на Шипка)
- 1884 Italien (bulg. Италия)
- 1899 Unter unserem Himmel (bulg. Под нашето небе)
- 1899 Wanderlieder (bulg. Скътнишки песни)
- 1913 - 1916 Lieder für Mazedonien (bulg. Песни за Македония)
- 1919 Er wird nicht sterben (bulg. Не ще загине)
- 1919 Люлека ми замириса

### Romane
- Unter dem Joch (bulg. Под игото; Pod Igoto)
- Neues Land (bulg. Нова земя; Nowa Zemja) 1895
- Swetoslaw Terter (bulg. Светослав Тертер)
- Казаларската царица

### Novellen
- Mitrofan und Dormidolski (bulg. Митрофан и Дормидолски)
- 1882–1884 Unbeliebt und Heimatlos (bulg. Немили-недраги; Nemili-Nedragi)
- Die Onkeln (bulg. Чичовци; Tschitschowzi), erschienen 1885 in der Zeitschrift Sora („Morgenröte“)
- Nora (bulg. Нора)
- Ivan Alexander (bulg. Иван Александър)

### Dramen
- Borislaw (bulg. Борислав)
- An den Abgrund (bulg. Към пропаст)
- Beamte (bulg. Службогонци)
- Freiheitskämpfer (bulg. Хъшове)

### Komödien
- Die Postenjäger (bulg. Службогонци)
- Zeitungsverkäufer? (bulg. Вестникар ли?)
- Herr Mortagon (bulg. Господин Мортагон)
- Zweikampf (bulg. Двубой)

### Reiseberichte
- Im Schoße der Rhodopen. Wanderungen durch Bulgarien (bulg. В недрата на Родопите) (Deutsche Übersetzung von Hartmut Herboth, Verlag Rütten & Loening Berlin 1982)
- Himmelshöhen (bulg. Висините)
- Witoscha (bulg. Витоша)
- Rila (bulg. Рила)
- Pirin (bulg. Пирин)
- Eine Ecke des Balkangebirges (bulg. Един кът от Стара планина)
- Der Ochse (bulg. Волът)
- Jumruktschal (bulg. Юмрукчал)
- Weliko Tarnowo (bulg. Велико Търново)
- Zarewez (bulg. Царевец)
- Auf dem Berg Sweti Nikola (bulg. На върха Свети Никола)
- Das Rosental und Tundscha (bulg. Розовата долина и Тунджа)
- Eine der unseren Schwarzmeerperlen (bulg. Един наш черноморски бисер)

### Sammelbände
- Erzählungen (bulg. Разкази) 1881–1901
- Striche und Farben (bulg. Драски и шарки) 1884-1895
  - enthält u. a. die Erzählung Kardaschew auf der Jagd (bulg. Кардашев на лов)
- Gesehenes und gehörtes (bulg. Видено и чуто)
- Bunte Welt (bulg. Пъстър свят)
- Morgens im Banken (bulg. Утро в Банки)
- Erzählungen (bulg. Разкази) 1901–1921

### Erzählungen
- Opa Jozo schaut (bulg. Дядо Йоцо гледа)
- Eine Bulgarin (bulg. Една българка)
- Die gefährliche Abenteuer des Apostols (bulg. Апостолът в премеждие)
- Kommt er? (bulg. Иде ли?)
- Landschaft (bulg. Пейзаж)
- Dunkler Held (bulg. Тъмен герой)
- Zeitungsverkäufer? (bulg. Вестникар ли?)
- Hadschi Achil (bulg. Хаджи Ахил)
- Lehre (bulg. Урок)
- Die neue Übersiedlung (bulg. Ново преселение)
- Traviata (bulg. Травиата)
- Der Kandidat für den Hamam (bulg. Кандидат за „хамама“)
- Der redegewandte Gast an der staatliche Tafel (bulg. Сладкодумен гост на държавната трапеза)
- Schumi Maritza (bulg. Шуми Марица; „Es rauscht die Maritza“)
- Der saubere Weg (bulg. Чистият път)
- Lewski aus „Unbeliebt und Heimlos“ (bulg. Левски из „Немили-недраги“)
- Das ungastliches Dorf (bulg. Негостолюбиво село)
- Pawle Fertigat (bulg. Павле Фертигът)
- Der letzte Tag des 20. Jahrhunderts (bulg. Последният ден на XX век)